# Chilicola longiceps
Chilicola longiceps är en biart som först beskrevs av William Harris Ashmead 1898.  Chilicola longiceps ingår i släktet Chilicola och familjen korttungebin. Inga underarter finns listade i Catalogue of Life.